# محمد جزایری
محمد جزایری سیاست‌مدار ایرانی بود، که در دوره بیست‌وچهارم مجلس شورای ملی ایران بعنوان نماینده اردل از چهارمحال و بختیاری در مجلس شورای ملی حضور داشت.